# Eduardo Menezes
Eduardo Pereira de Menezes (Santa Maria, 1 de mayo de 1980) es un jinete brasileño que compite en la modalidad de salto ecuestre. Ganó una medalla de oro en los Juegos Panamericanos de 2019, en la prueba por equipos.

## Palmarés internacional
| Juegos Panamericanos | Juegos Panamericanos | Juegos Panamericanos | Juegos Panamericanos |
| Año                  | Lugar                | Medalla              | Categoría            |
| -------------------- | -------------------- | -------------------- | -------------------- |
| 2019                 | Lima (Perú)          | Medalla de oro       | Por equipos          |